# Wahagnies
Wahagnies ist eine französische Gemeinde mit 2.596 Einwohnern (Stand: 1. Januar 2022) im Département Nord in der Region Hauts-de-France. Sie gehört zum Arrondissement Lille und zum Kanton Annœullin. Die Einwohner nennen sich selbst Wahagnisien(ne)s.

## Geografie
Die Gemeinde Wahagnies liegt am Rand des Nordfranzösischen Kohlereviers zwischen den historischen Landschaften Flandern und Artois, etwa 16 Kilometer südsüdwestlich von Lille in der Mitte des Städtedreiecks Lille-Lens-Douai und an der Grenze zum Département Pas-de-Calais. Umgeben wird Wahagnies von den Nachbargemeinden Phalempin im Norden, La Neuville im Nordosten, Thumeries im Osten, Ostricourt im Süden, Oignies im Südwesten sowie Libercourt im Westen. An die frühere Bergbautradition erinnern nur noch einige Restlöcher und Reste der Bergarbeitersiedlungen Cité des Six Drèves und Petit Wahagnies.

## Einwohnerentwicklung
| Jahr                       | 1962 | 1968 | 1975 | 1982 | 1990 | 1999 | 2011 | 2021 |
| Einwohner                  | 2242 | 2504 | 3190 | 2911 | 2674 | 2689 | 2585 | 2605 |
| Quellen: Cassini und INSEE |      |      |      |      |      |      |      |      |

## Sehenswürdigkeiten

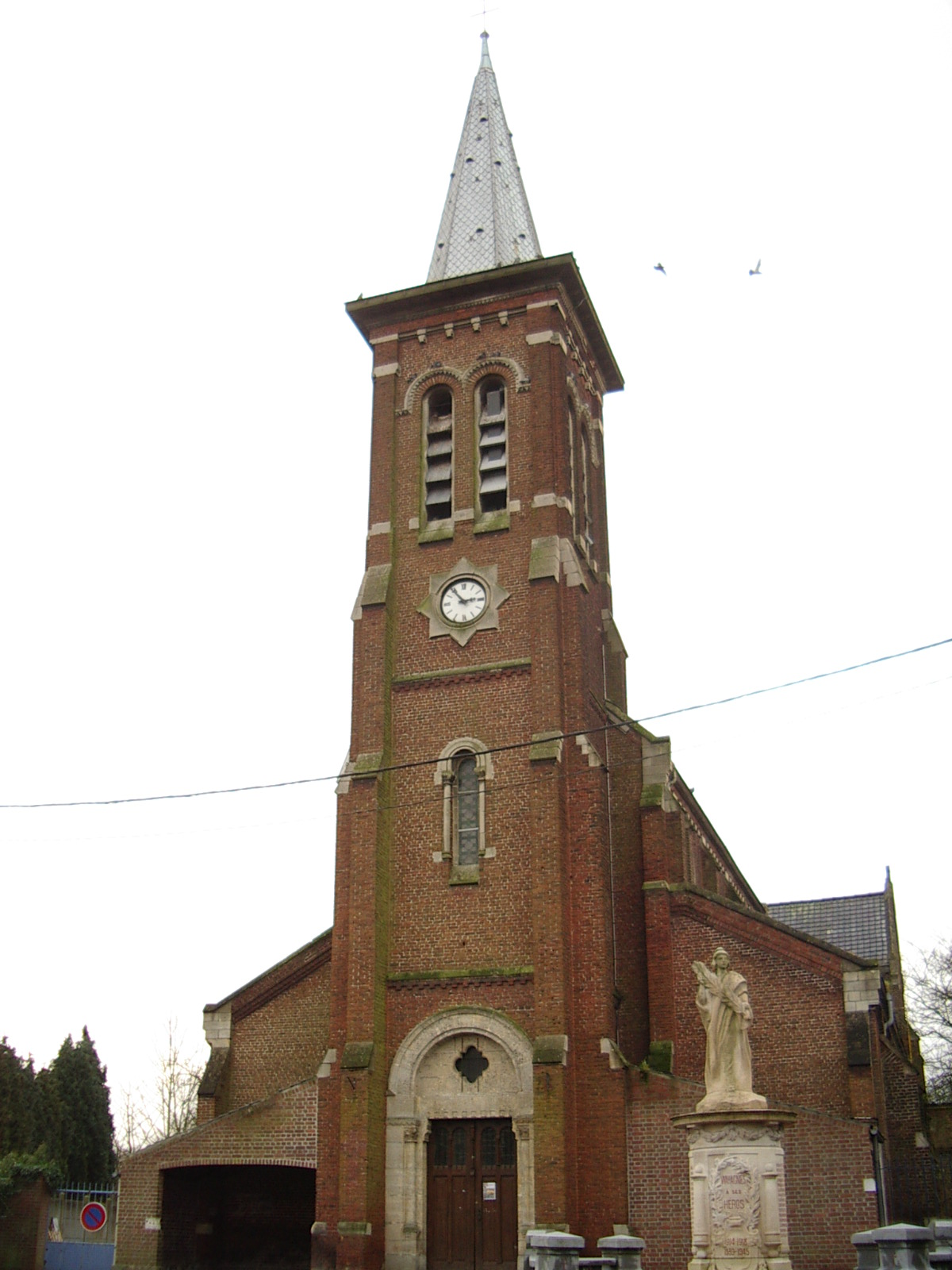
Kirche Saint-Barthélemy
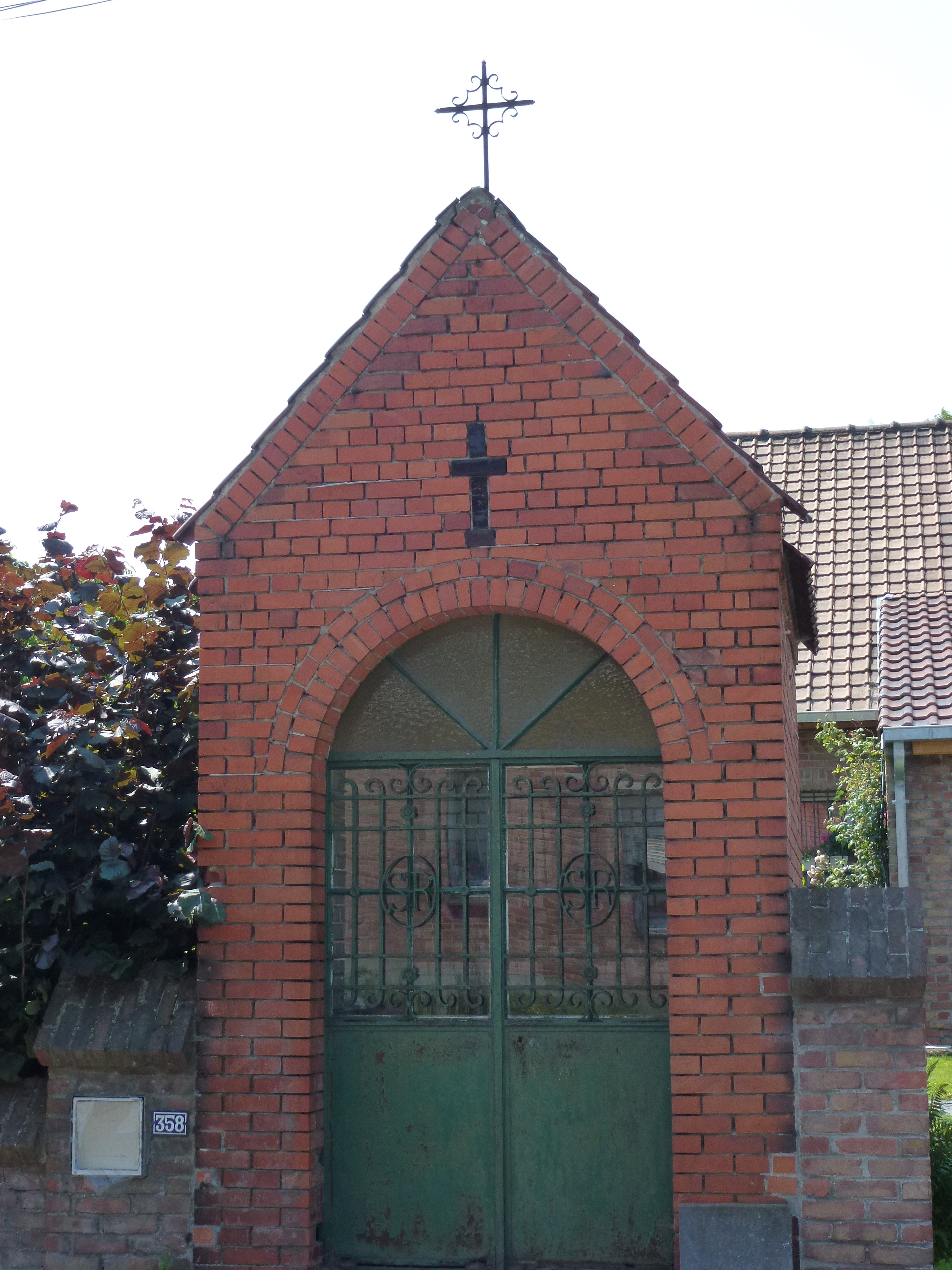
Oratorium Saint-Roch
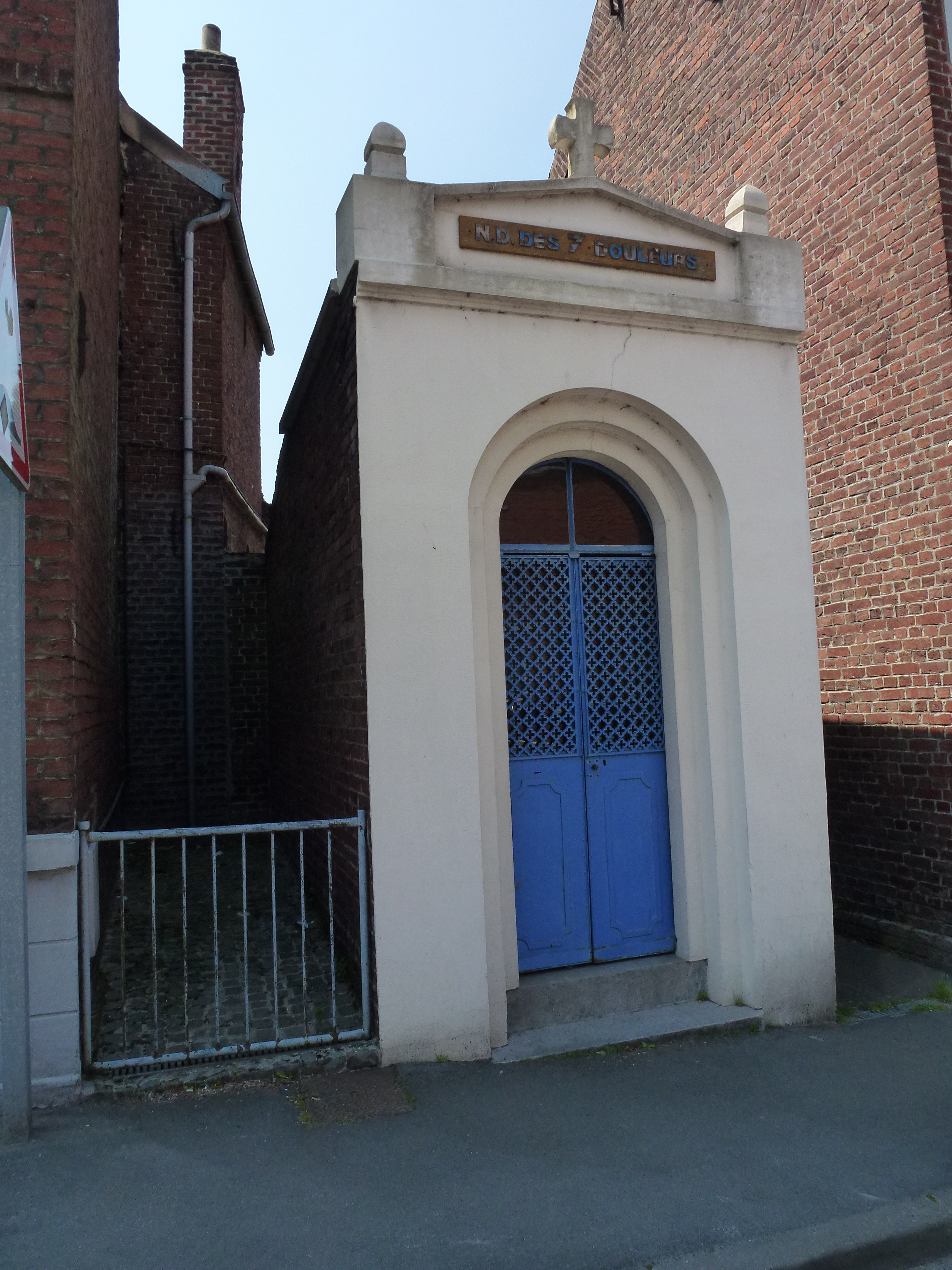
Oratorium Notre-Dame-des-sept-Douleurs
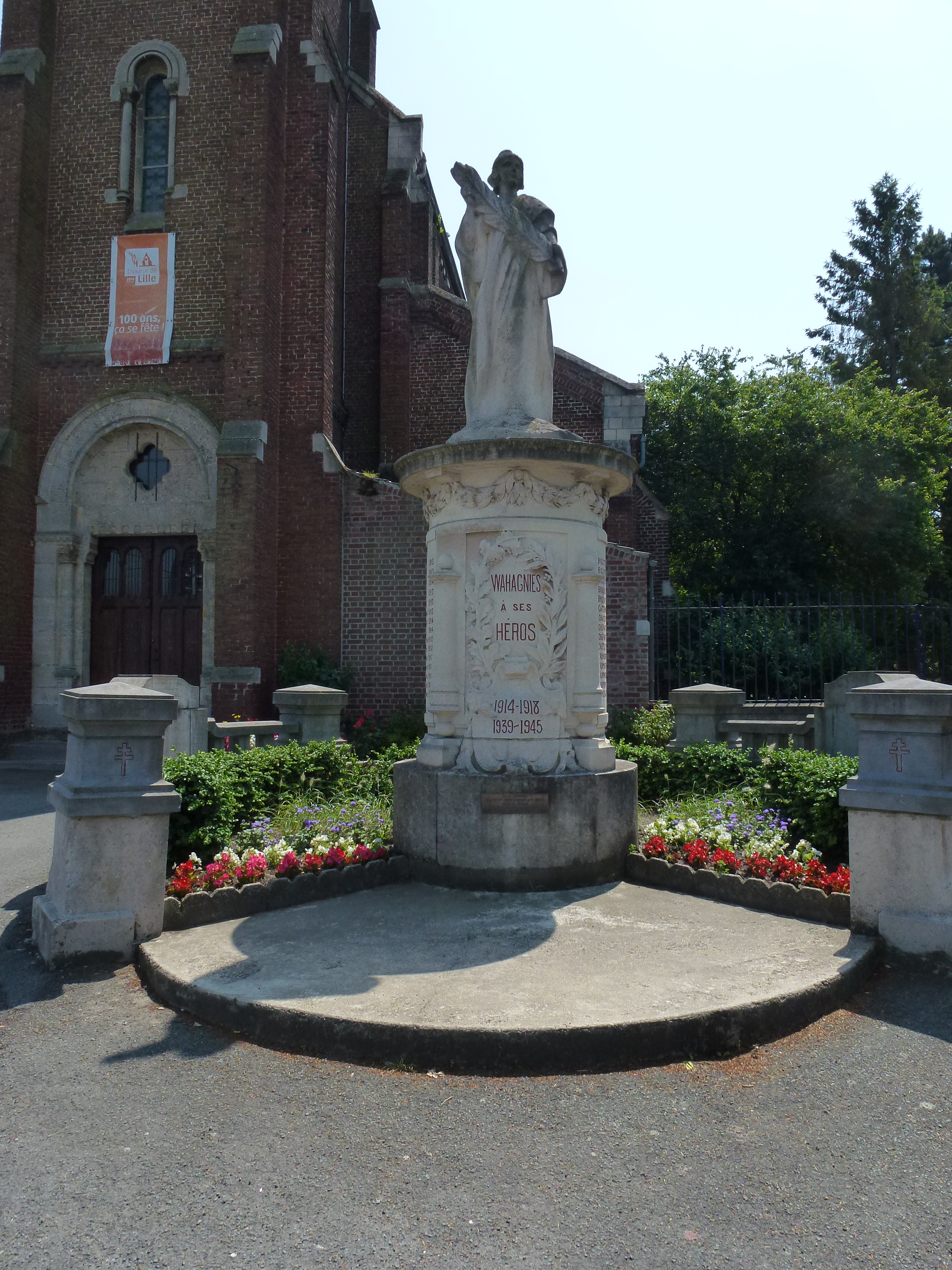
Gefallenendenkmal

- zwei Oratorien

- Kirche Saint-Barthélemy
- Oratorium Saint-Roch
- Oratorium Notre-Dame-des-sept-Douleurs
- Gefallenendenkmal

## Gemeindepartnerschaft
Mit der deutschen Gemeinde Böhl-Iggelheim in Rheinland-Pfalz besteht seit 1991 eine Partnerschaft.

## Persönlichkeiten
- Augustin Laurent (1896–1990), Politiker und Widerstandskämpfer